# إنديان هيل
إنديان هيل (أوهايو) (بالإنجليزية: Indian Hill, Ohio)‏ هي مدينة تقع في الولايات المتحدة في مقاطعة هاملتون، أوهايو. يقدر عدد سكانها بـ 5,785 نسمة ومساحتها 48.30 كم2 وترتفع عن سطح البحر 171 متر.

## التركيبة السكانية
قام مكتب تعداد الولايات المتحدة بتحديد بيانات التركيبة السكانية لانديان هيلفي تعداد الولايات المتحدة. في ما يلي، التركيبة السكانية حسب تعدادي 2000 و2010.

### تعداد عام 2000
بلغ عدد سكان إنديان هيل 5,907 نسمة بحسب تعداد عام 2000، وبلغ عدد الأسر 2,066 أسرة وعدد العائلات 1,751 عائلة مقيمة في المدينة. في حين سجلت الكثافة السكانية 318.7 نسمة لكل ميل مربع (123.1/كم2). وبلغ عدد الوحدات السكنية 2,155 وحدة بمتوسط كثافة قدره 116.3 نسمة لكل ميل مربع (44.9/كم2).
وتوزع التركيب العرقي للمدينة بنسبة 94.41% من البيض و 0.08% من الأمريكيين الأصليين و 3.88% من الأمريكيين ذوي الأصول الآسيوية و 0.54% من الأمريكيين الأفارقة و 0.93% من عرقين مختلطين أو أكثر.
بلغ عدد الأسر 2,066 أسرة كانت نسبة 40.9% منها لديها أطفال تحت سن الثامنة عشر تعيش معهم، وبلغت نسبة الأزواج القاطنين مع بعضهم البعض 80.3% من أصل المجموع الكلي للأسر، ونسبة 2.8% من الأسر كان لديها معيلات من الإناث دون وجود شريك، وكانت نسبة 15.2% من غير العائلات. تألفت نسبة 14.4% من أصل جميع الأسر من أفراد ونسبة 8.5% كانوا يعيش معهم شخص وحيد يبلغ من العمر 65 عاماً فما فوق. وبلغ متوسط حجم الأسرة المعيشية 3.16، أما متوسط حجم العائلات فبلغ 2.86.
بلغ العمر الوسطي للسكان 45 عاماً. وكانت نسبة 30.3% من القاطنين تحت سن الثامنة عشر، وكانت نسبة 4.3% بين الثامنة عشر والأربعة وعشرون عاماً، ونسبة 16.1% كانت واقعةً في الفئة العمرية ما بين الخامسة والعشرون حتى والأربعة وأربعون عاماً، ونسبة 34.6% كانت ما بين الخامسة والأربعون حتى الرابعة والستون، ونسبة 14.8% كانت ضمن فئة الخامسة والستون عاماً فما فوق. يوجد لكل 100 أنثى 96.8 ذكر، ويوجد لكل 100 أنثى في الثامنة عشر من عمرها فما فوق 95.9 ذكر.
بلغ متوسط دخل الأسرة في المدينة 158,742 دولار، أما متوسط دخل العائلة فبلغ 179,356 دولار. وكان متوسط دخل الذكور 100,000 دولار مقابل 66,875 دولار للإناث. وسجل دخل الفرد الخاص بالمدينة 96,872 دولار. وكانت نسبة 1.6% من العائلات ونسبة 2.4% من السكان تحت خط الفقر، وكان من هؤلاء نسبة 4.5% تحت سن الثامنة عشر ولا أحد منهم في الخامسة والستين من العمر وما فوق.

### تعداد عام 2010
بلغ عدد سكان إنديان هيل 5,785 نسمة بحسب تعداد عام 2010، وبلغ عدد الأسر 2,061 أسرة وعدد العائلات 1,768 عائلة مقيمة في المدينة. في حين سجلت الكثافة السكانية 311.9 نسمة لكل ميل مربع (120.4/كم2). وبلغ عدد الوحدات السكنية 2,236 وحدة بمتوسط كثافة قدره 120.5 لكل ميل مربع (46.5/كم2).
وتوزع التركيب العرقي للمدينة بنسبة 92.2% من البيض و 0.1% من الأمريكيين الأصليين و 5.7% من الأمريكيين ذوي الأصول الآسيوية و 0.7% من الأمريكيين الأفارقة و 1.1% من عرقين مختلطين أو أكثر.
بلغ عدد الأسر 2,061 أسرة كانت نسبة 37.0% منها لديها أطفال تحت سن الثامنة عشر تعيش معهم، وبلغت نسبة الأزواج القاطنين مع بعضهم البعض 80.2% من أصل المجموع الكلي للأسر، ونسبة 4.0% من الأسر كان لديها معيلات من الإناث دون وجود شريك، بينما كانت نسبة 1.6% من الأسر لديها معيلون من الذكور دون وجود شريكة وكانت نسبة 14.2% من غير العائلات. وبلغ متوسط حجم الأسرة المعيشية 3.06، أما متوسط حجم العائلات فبلغ 2.81.
بلغ العمر الوسطي للسكان 48.4 عاماً. وكانت نسبة 27% من القاطنين تحت سن الثامنة عشر، وكانت نسبة 4.9% بين الثامنة عشر والأربعة وعشرون عاماً، ونسبة 12.1% كانت واقعةً في الفئة العمرية ما بين الخامسة والعشرون حتى والأربعة وأربعون عاماً، ونسبة 38.5% كانت ما بين الخامسة والأربعون حتى الرابعة والستون، ونسبة 17.5% كانت ضمن فئة الخامسة والستون عاماً فما فوق. وتوزع التركيب الجنسي للسكان بنسبة 48.4% ذكور و51.6% إناث.